# دژو فولدش
دژو فولدش (انگلیسی: Dezső Földes; ۳۰ دسامبر ۱۸۸۰ – ۲۷ مارس ۱۹۵۰) شمشیرباز اهل مجارستان بود.